# کولت
کولِت (به فرانسوی: Colette) نام مستعار رمان‌نویس فرانسوی سیدونی گبریل کولت است. او در ۲۸ ژانویه ۱۸۷۳ متولد شد و ۳ اوت ۱۹۵۴ در پاریس درگذشت.
کولت در سال ۱۹۴۵ عضو فرهنگستان گنکور شد. او با رمان خود به نام ژی ژی (Gigi) مشهور شد.

## زندگی‌نامه

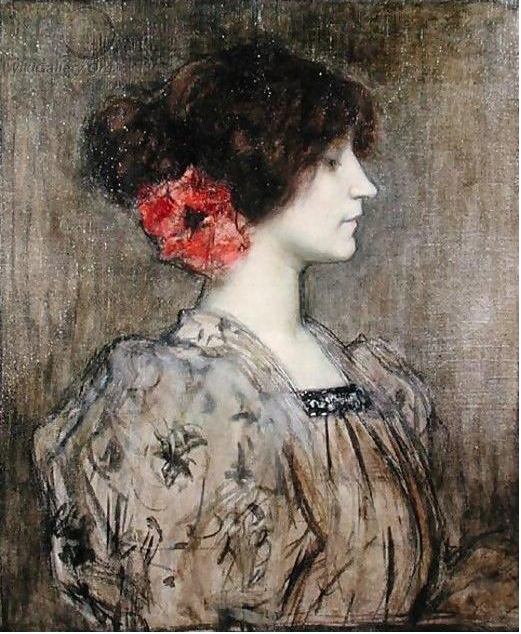
تصویر کولت اثر ژاک هامبرت

سیدونی گابریل کولت، در ۲۸ ژانویه ۱۸۷۳ در یون متولد شد و تا سال ۱۸۹۰ در این شهر زندگی کرد و بعد به همراه خانواده‌اش به لواره مهاجرت کرد.
در سال ۱۸۹۳ کولت با مردی به نام ویلی که ۱۴ سال از او بزرگتر و ناشر معروفی در پاریس است، آشنا می‌شود و با او ازدواج می‌کند. ویلی تمام نوشته‌های کولت را با نام خود به چاپ می‌رساند.

## بخشی از کتاب‌شناسی

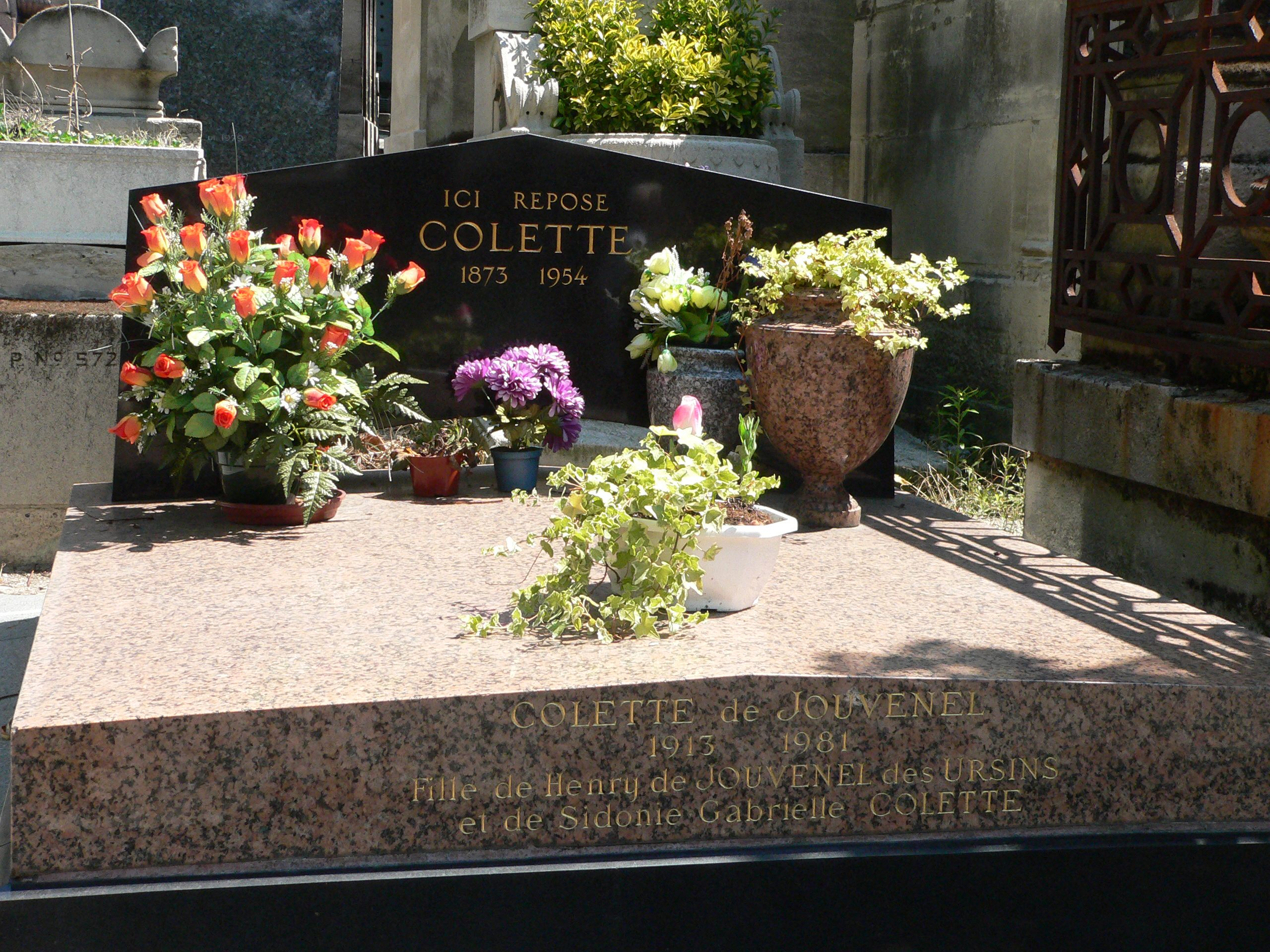

- کلودین در مدرسه
- کلودین در پاریس
- زناشویی کلودین
- کلودین می‌رود
- انزوای پراحساسات
- ولگرد
- دنیای موزیک هال
- شری
- گندم نارس (Le Blé en herbe)
- سرانجام شری
- روز تولد
- سیدو
- ماده گربه
- ژی ژی
- ناقوس آبی